# Sorella castanyola
La sorella castanyola (Caranx hippos) és un peix teleosti de la família dels caràngids i de l'ordre dels perciformes.

## Morfologia
Pot arribar als 124 cm de llargària total i als 32 kg de pes.

## Distribució geogràfica
Es troba a les costes de l'Atlàntic oriental (des de Portugal fins a Angola, incloent-hi l'oest de la mar Mediterrània) i de l'Atlàntic occidental (des de Nova Escòcia i nord del Golf de Mèxic fins a l'Uruguai).